# Колмачевский, Леонард Зенонович
 Леонард Зенонович Колмачевский  (17 января 1850 — 24 декабря 1889 Брянск) — профессор истории западноевропейской литературы.

## Биография
Родился 17 января 1850 года. После окончания курса в Пензенской гимназии в 1870 году поступил в Казанский университет по историко-филологическому факультету, который он окончил в 1874 году со степенью кандидата.
Избранный 27 мая 1874 года лектором немецкого языка, 1878—1879 годы провел в заграничной командировке с ученой целью. Почти все время своей командировки провел в Лейпциге, где слушал лекции и работал над книгой: «Животный эпос на Западе и у славян», а также собирал редкую по выбору книг и полноте специальную библиотеку. Уже его отчеты о заграничных его работах (печатавшиеся в «Казанских Университетских Известиях») показали в нём серьезного и осторожного ученого (важнейший из них: «Заметки о Гильфагинниге», Казань, 1881), а книга его, вышедшая в 1882 г. (Казань) и принятая Санкт-Петербургским университетом в качестве диссертации (обширную рецензию о ней профессора Дашкевича см. в «Киевских Университетских Известиях»), составляет крупный вклад в науку, особенно выдающийся по строгости метода, богатству материала и тщательности отделки.
Удостоенный в декабре 1882 года Санкт-Петербургским университетом степени магистра 30 декабря 1882 года избран доцентом по кафедре всеобщей литературы, продолжая в том же учебном году преподавание и немецкого языка. 1 октября 1884 года получил звание экстраординарного профессора по кафедре западно-европейской литературы. 1 мая 1886 года перемещен с тем же званием и по той же кафедре в Харьковский университет. В последние годы своей жизни Колмачевский усиленно работал над вопросом о подлинности песен Оссиана. 
Скончался в Брянске 24 декабря 1889 года от чахотки. Свою библиотеку он завещал Харьковскому университету. Как лектор, Колмачевский отличался редкой ясностью изложения.